# Bazilika svatého Šebestiána za hradbami

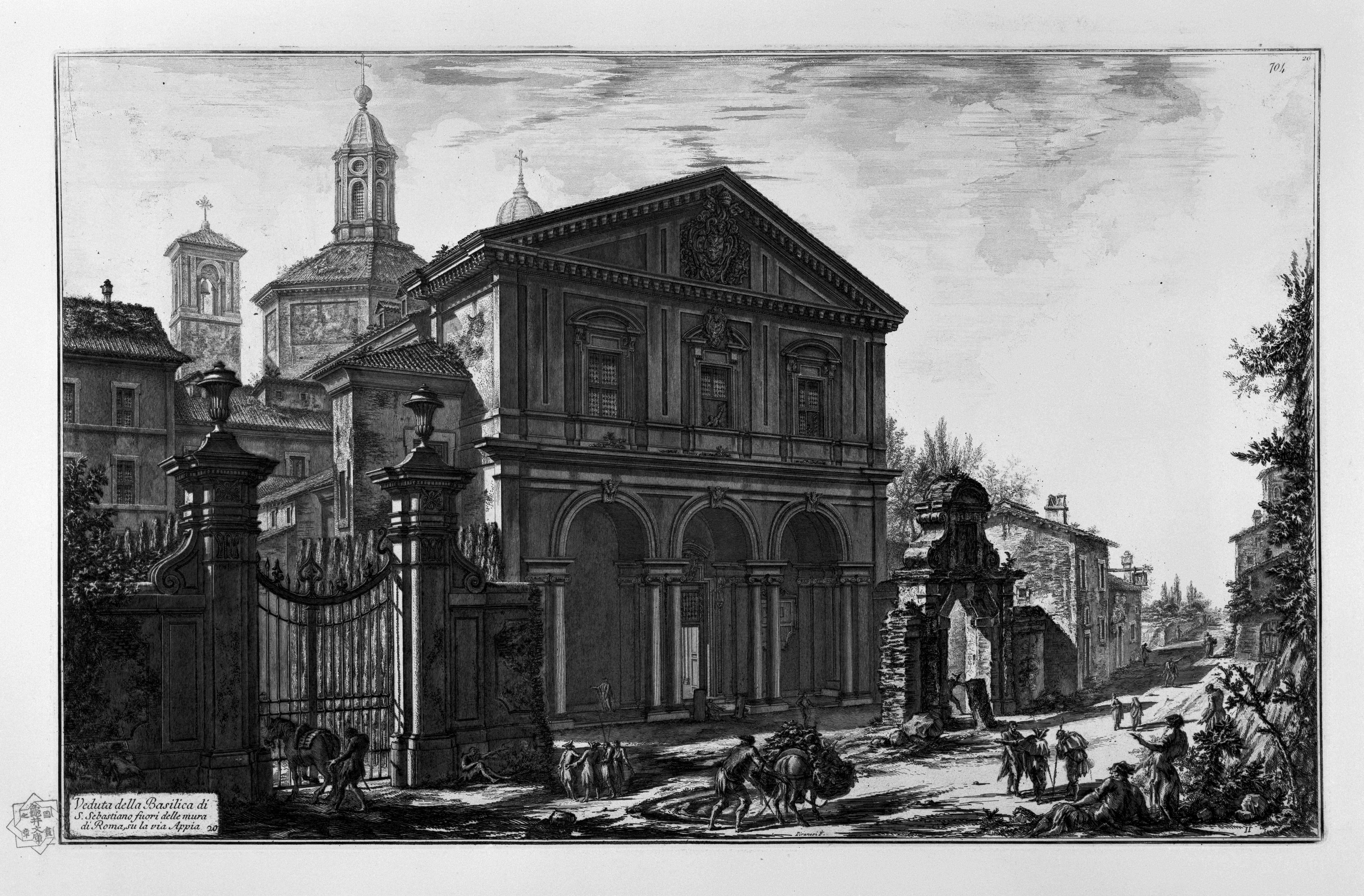
Piranesi:Basilika s nedochovanými branami na leptu z let 1748–1774

Bazilika svatého Šebestiána za hradbami (San Sebastiano fuori le mura nebo San Sebastiano ad Catacumbas) je bazilika v Římě, stojící na Via Appia Antica 136. Až do Velkého jubilea 2000 patřila k Sedmi poutním kostelům; mnoho poutníků dosud upřednostňuje tradiční seznam. Od roku 1960 je titulární bazilikou kardinálů sv. Šebestiána v katakombách (San Sebastiano alle Catacombe).

## Historie
První bazilika s titulem Svatých apoštolů zde byla zbudována údajně v roce 258 n. l., druhá stavba pak v první polovině 4. století nad katakombami. Teprve druhá stavba byla zasvěcena svatému Šebestiánu, římskému mučedníkovi ze 3. století. Přívlastek ad catacumbas se vztahuje ke katakombám svatého Šebestiána, které tvoří labyrint chodeb, zčásti pod jižními partiemi kostela a zčásti pod Via Appia, zatímco fuori le mura odkazuje na situaci kostela vně Aurelianovy hradby, a odlišuje tak baziliku od kostela téhož patrocinia na Palatinském pahorku s titulem San Sebastiano al Palatino.

## Architektura
Současná podoba stavby pochází převážně ze 17. století, kdy kardinál Scipione Borghese v roce 1609 pověřil stavbou Flaminia Ponzia a po Ponziově smrti v roce 1613 Giovanniho Vasanzia, který stavbu dokončil. Průčelí tvoří portikus předsíně se třemi oblouky arkády, jež podpírají žulové sloupy z Konstantinovy baziliky.

## Interiér

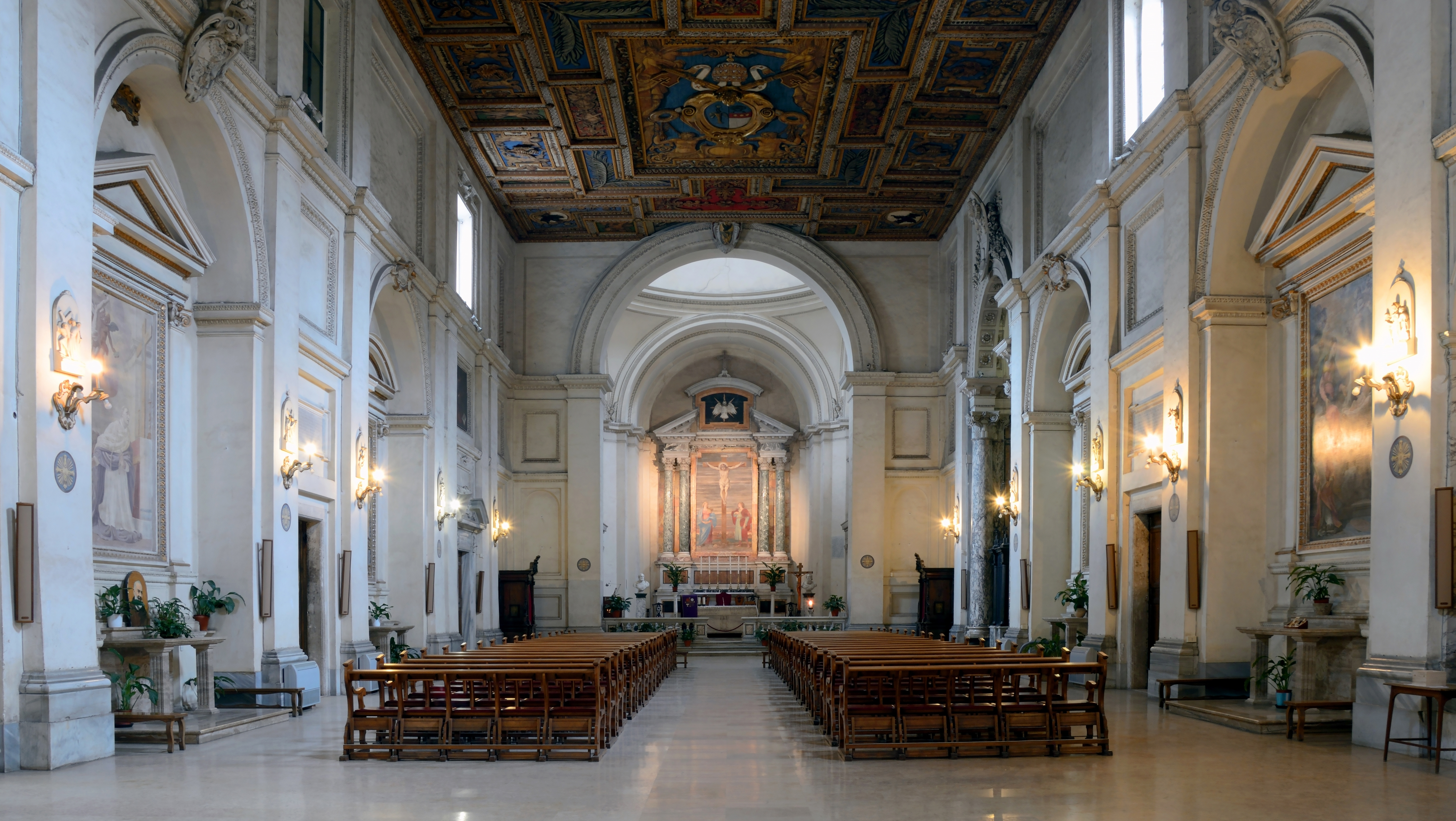
Interiér

Jednolodní plochostropá stavba má šest mělkých výklenkových kaplí, dvě kaple na čtvercovém půdorysu, čtvercový presbytář, zaklenutý kupolí.
- Dřevěný kazetový strop má uprostřed vyřezaný polychromovaný reliéf Mučení sv. Šebestiána, mezi erby kardinála Scipiona Borghese a papeže Řehoře XVI.
- Hlavní oltář tvoří edikula se čtyřmi sloupy, je dílem Flaminia Ponzia. Olejomalbu Kalvárie s ukřižovaným Kristem mezi Pannou Marií a svatým Janem Evangelistou vytvořil Innocenc Tacconi; po stranách jsou busty svatých Petra a Pavla od Nicolase Cordiera.
- V samostatné nice je slavná polofigura Krista Spasitele (Salvator Mundi) z kararrského mramoru, poslední dílo Giana Lorenza Berniniho, znovuobjevené v roce 2001 v klášteře.
- Kaple svatých relikvií je barokní, zařízená v roce 1625; na oltářní menze leží kámen s údajnými otisky Ježíšových nohou před nanebvstoupením. V zamřížované nice jsou vystaveny další relikvie: například jeden ze šípů svatého Šebestiána, který byl nalezen v plášti papeže Fabiána, nebo část sloupu, u kterého byl přivázán Kristus během bičování.
- Oltáře jsou zasvěcené svaté Františce Římské a svatému Josefovi. Z kaple se vstupuje do Kalixtových katakomb.
- Kaple Albani: v letech 1706–1712 ji přistavěl architekt Carlo Fontana na objednávku papeže Klementa XI., pod vedením Carla Maratty, ve spolupráci s Alessandrem Specchim a Filippem Barigionim. Uprostřed socha papeže papeže Fabiána s andělem od Francesca Papaleona.
- vlevo od vchodu: náhrobek papeže Damase I. vytesal Furio Dionisio Filocalo;
- Kaple Sv. Šebestiána, Ciro Ferri (1672); s mramorovou sochou a se stříbrnou relikviářovou bustou světce od Giuseppe Giorgettiho
- Kaple Ukřižování (starověká sakristie) postavená v roce 1727; boční oltáře sv. Karla Boromejského a sv. Františka z Assisi (s obrazem od Gerolama Muziana).

## Galerie

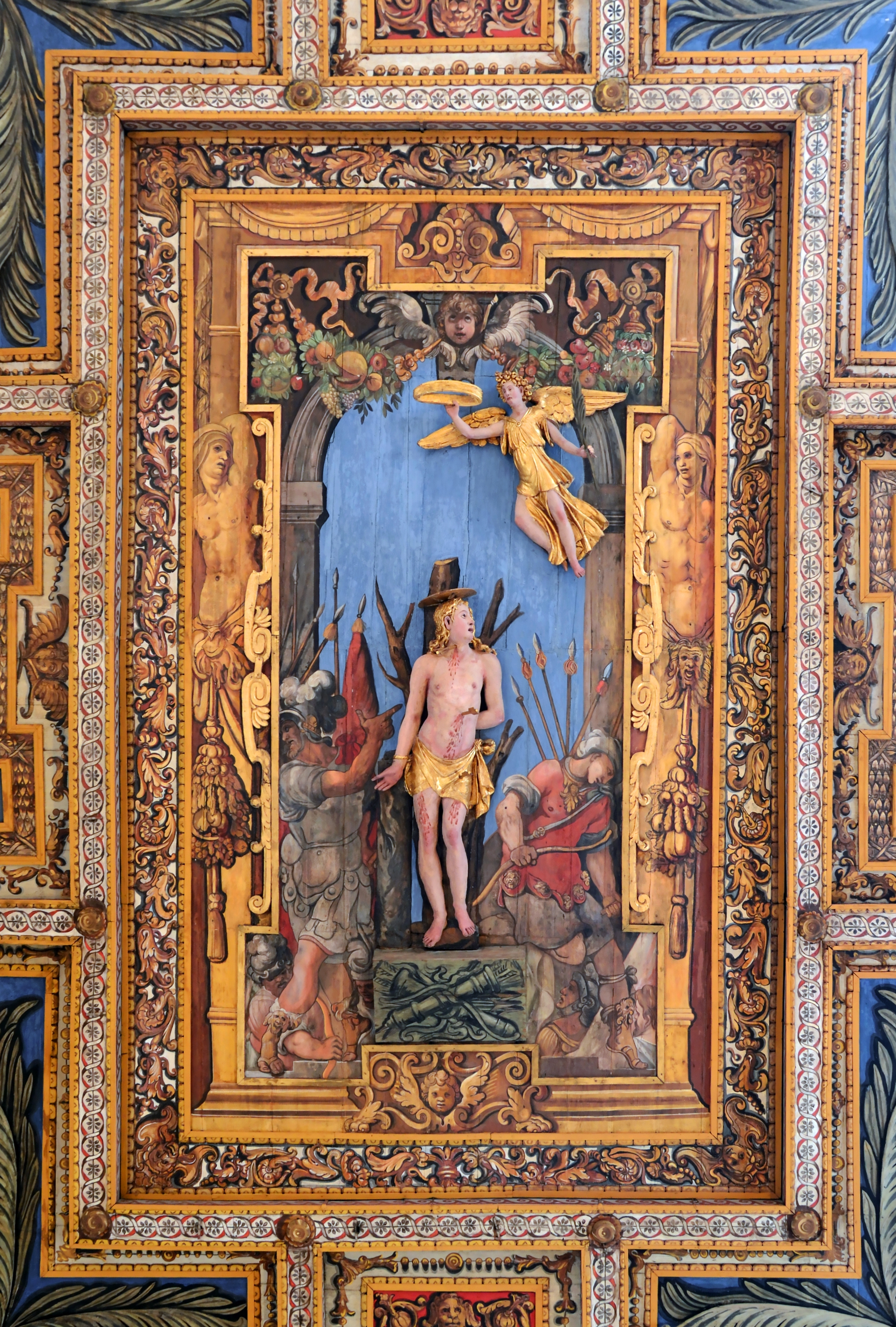
Dřevořezba Utrpení sv. Šebestiána na stropě
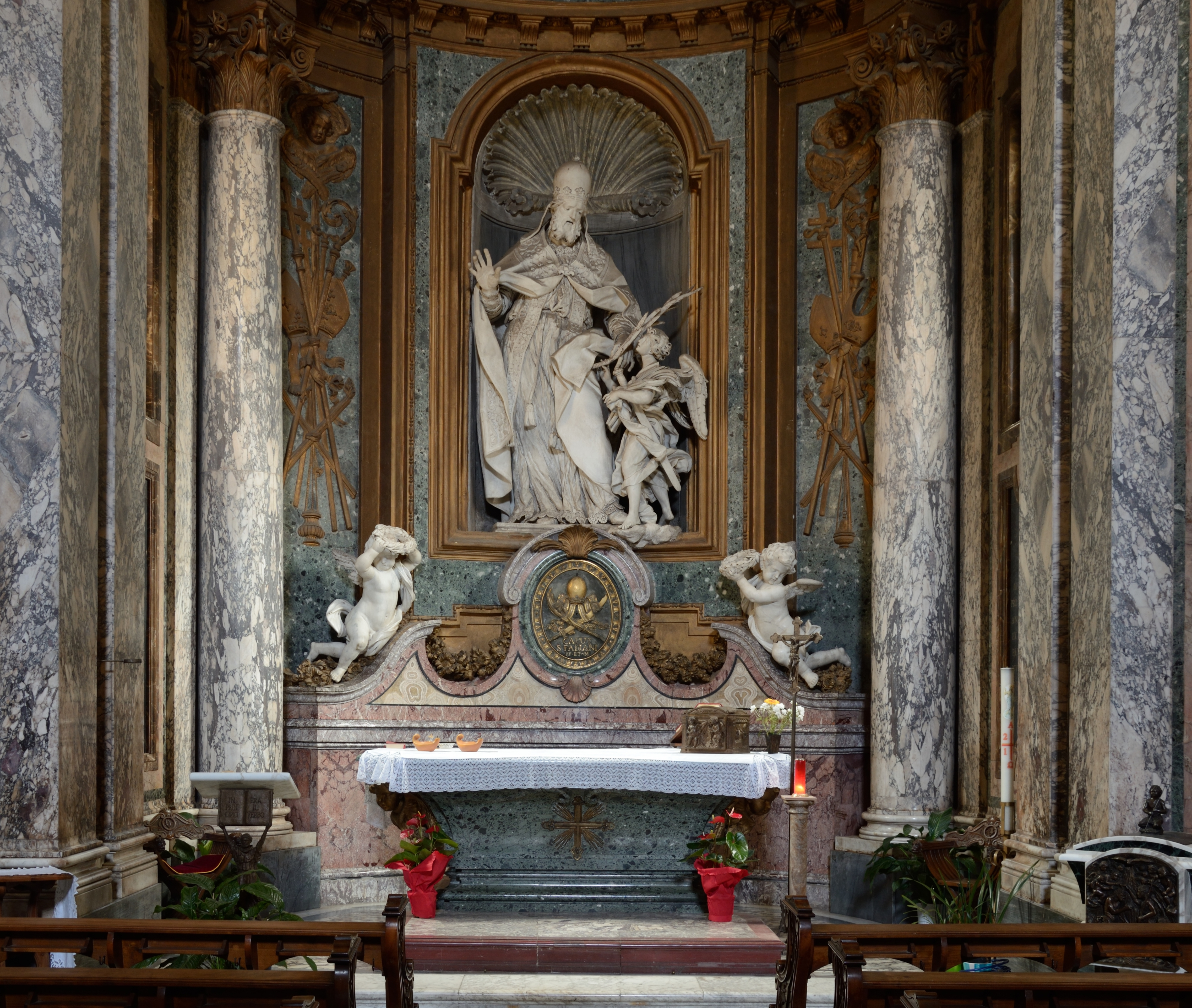
Socha papeže Fabiána v kapli Albani
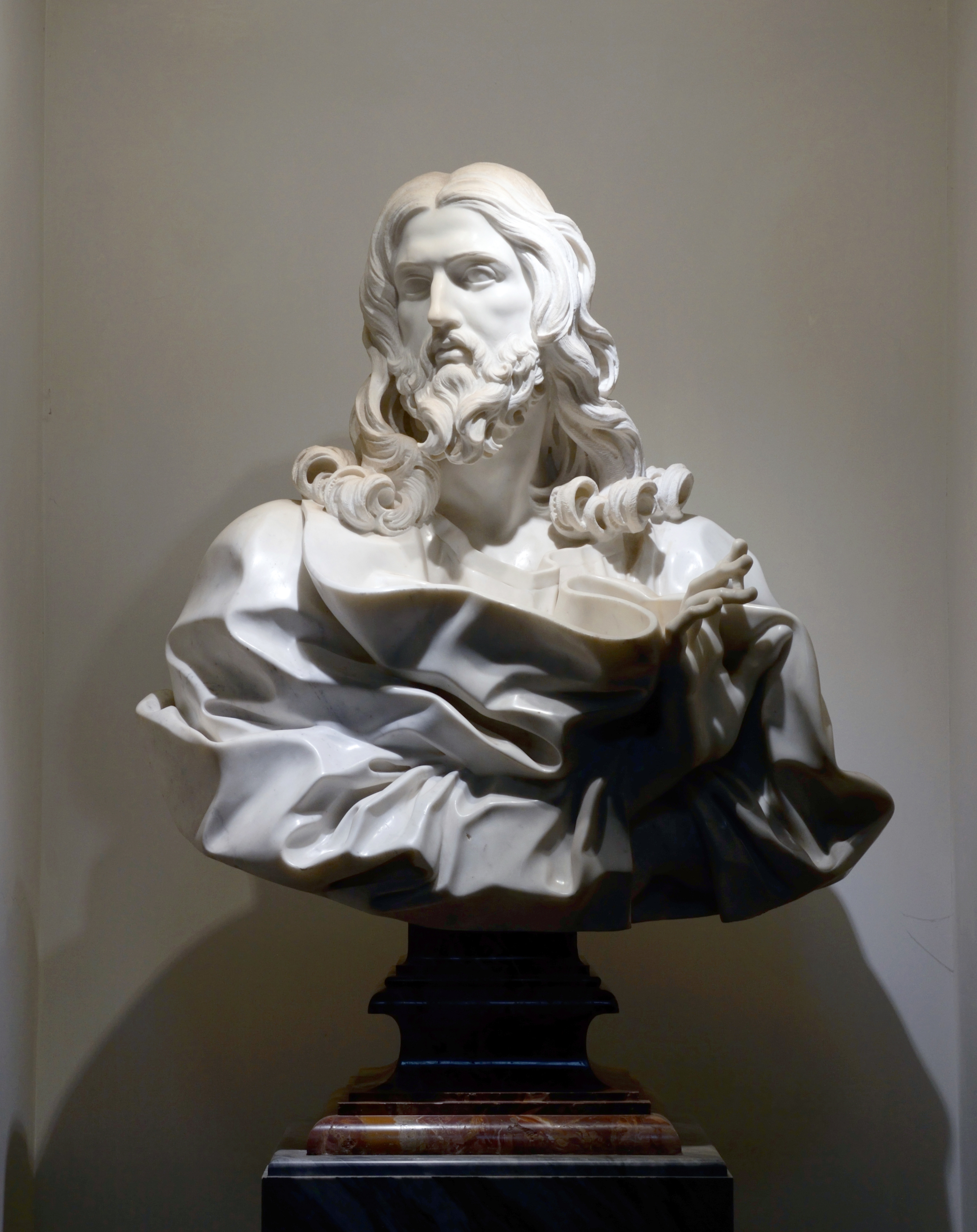
Kristus Spasitel, Gian Lorenzo Bernini
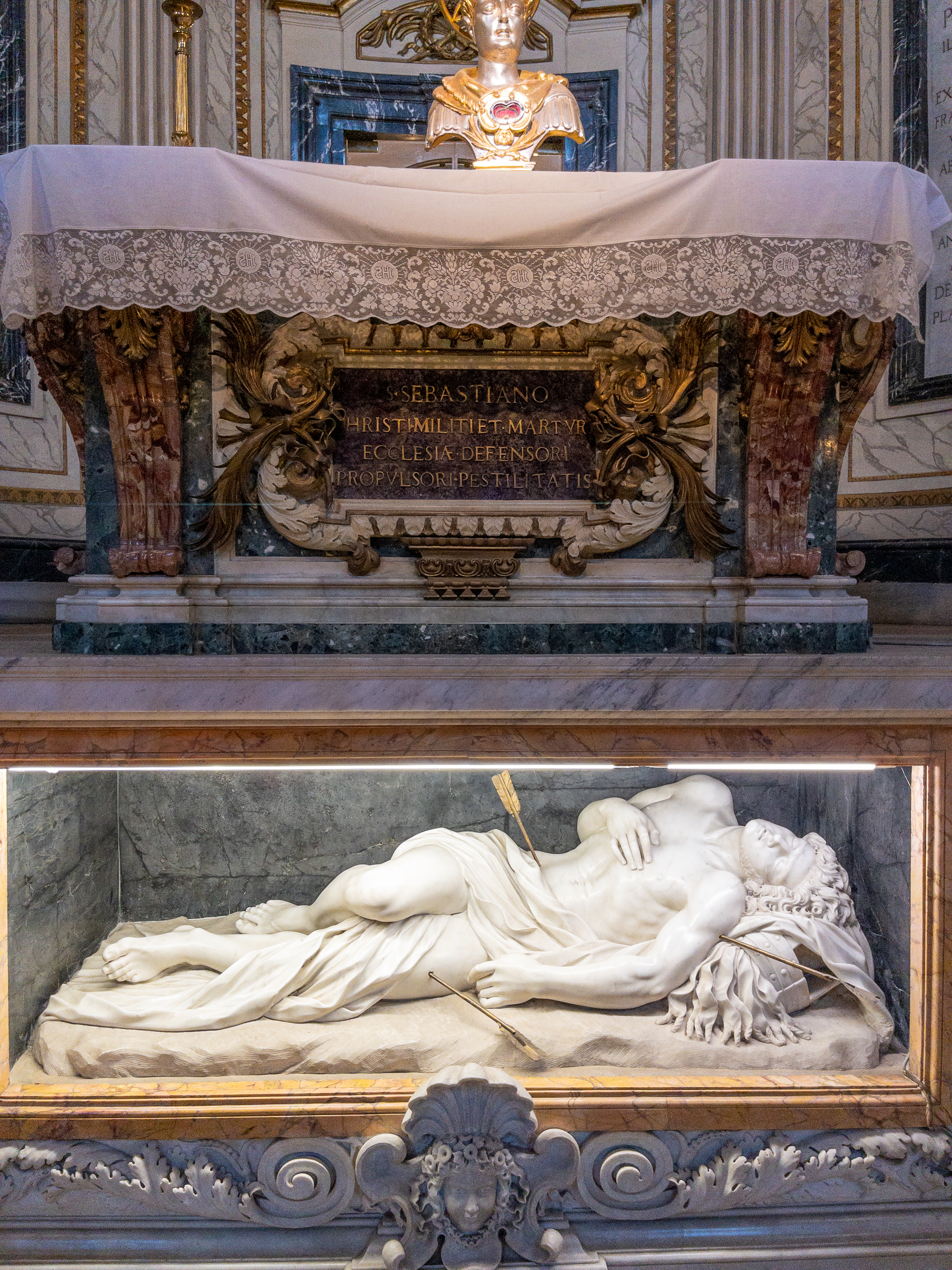
Oltář se sochou a bustou sv. Šebestiána
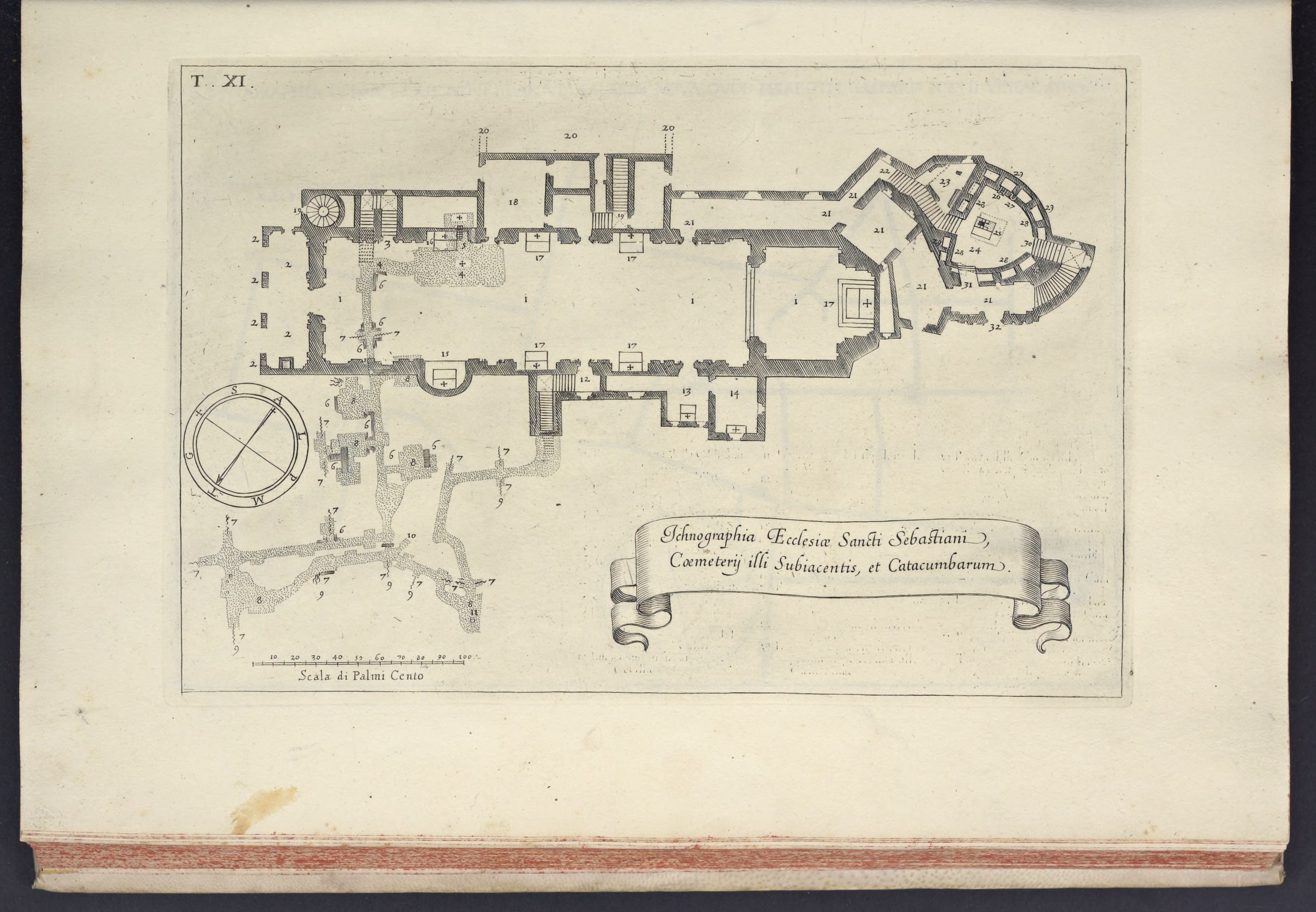
Půdorys kostela a katakomb
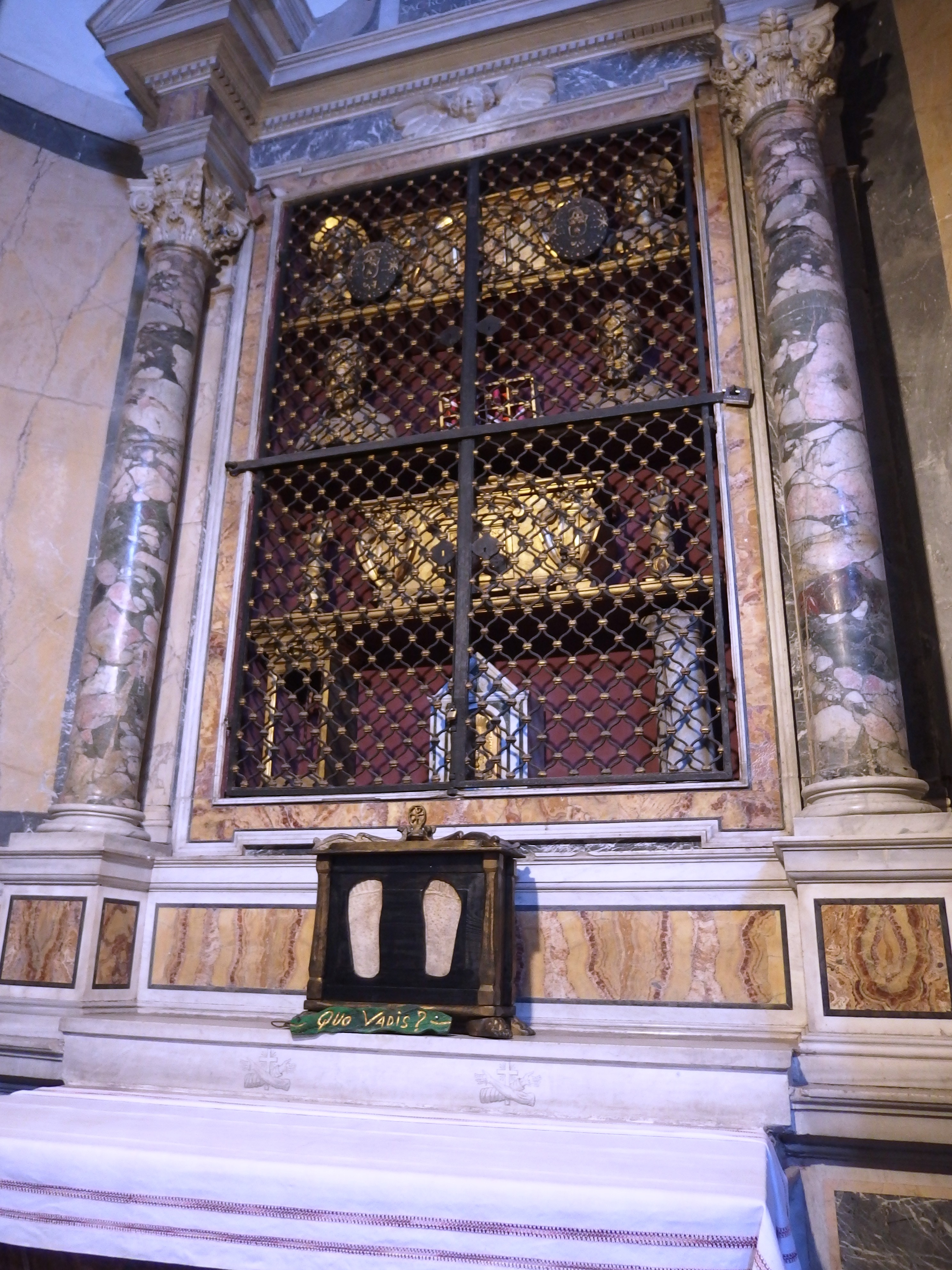
Kaple relikvií
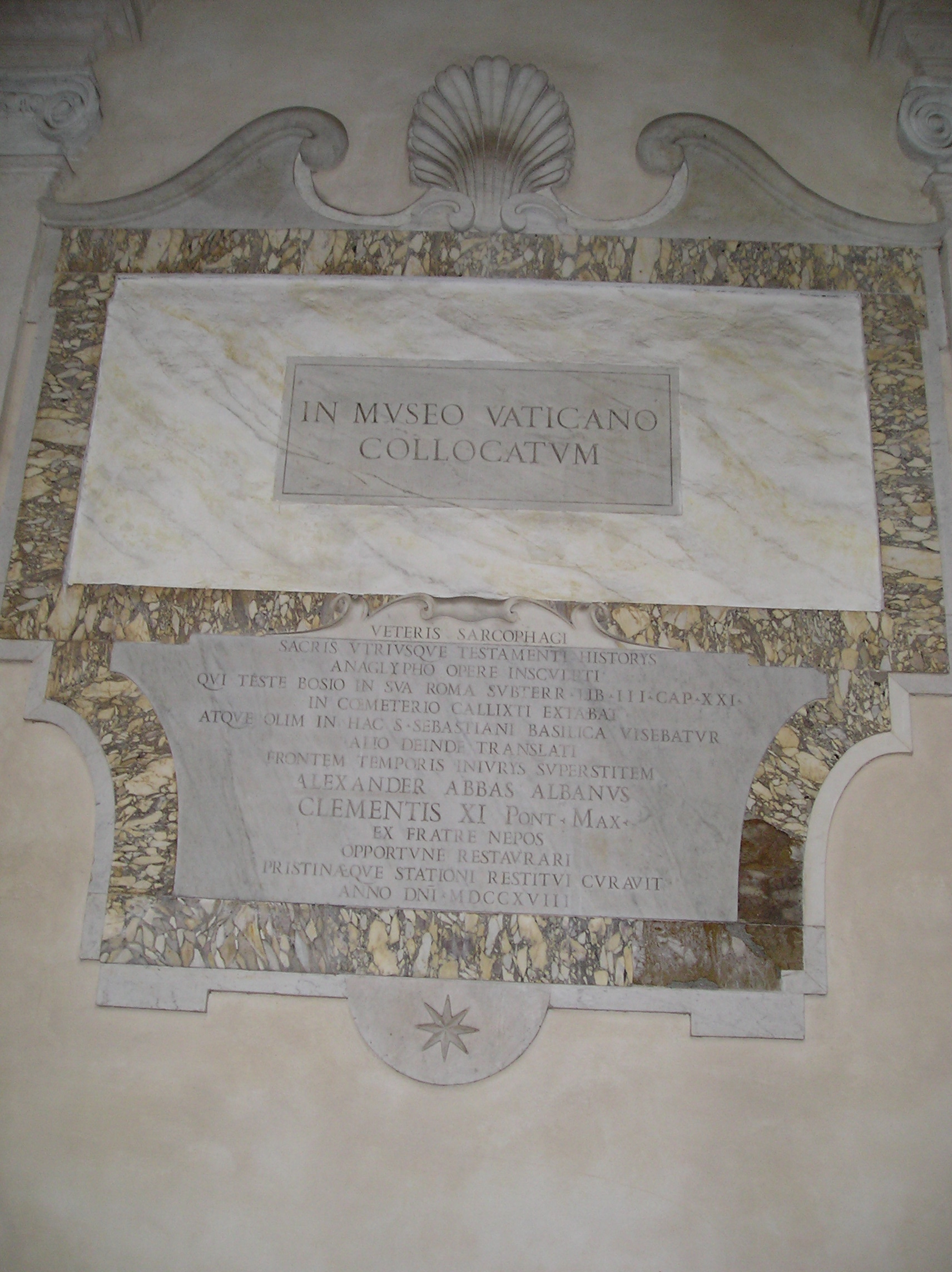
Deska u vstupu do katakomb

## Hroby a náhrobky
- Quirinus ze Sescie
- Papež Fabian